# The Orion
The Orion, ook bekend als Orion Condominium, is een wolkenkrabber in de Amerikaanse stad New York. Het gebouw staat op 350 West 42nd Street. De bouw van de woontoren begon in 2004 en werd in 2006 voltooid.

## Ontwerp
The Orion is 184,1 meter hoog en telt 58 verdiepingen. Het is door Cetra/Ruddy in modernistische stijl ontworpen en heeft een totale oppervlakte van 57.666 vierkante meter.
Het gebouw, dat in september 2005 zijn hoogste punt bereikte, bevat onder andere een zwembad en een fitnesscentrum. De kleur van het gebouw is een eerbetoon aan het nabijgelegen 330 West 42nd Street, ook wel het McGraw-Hill Building genoemd.